# Mistrovství Československa silničních motocyklů 1954
Mistrovství Československa silničních motocyklů 1954 se konalo v objemových třídách do 250, 350 a 500 cm³. Body do mistrovství Československa získávali výhradě jezdci I. výkonnostní třídy označení v tabulkách *. Ostatní jezdci bez ohledu na umístění nebodovali. 

### Závody
- - Z1 = Mělník 20. 6. 1954 - okruh 4 000 metrů;
  - Z2 = Ostrava 18. 7. 1954 – okruh 4 770 metrů;
  - Z3 = Brno - Velká cena 29. 8. 1954 – okruh 17 800 metrů;
  - Z4 = Praha 26. 9. 1954 – okruh 5 200 metrů;

## Legenda

### Vysvětlivky
- - BC = Body celkem

## Výsledky

### Třída do 250 cm³
| Pořadí | Jméno             | Místo      | Moto      | Z1 | Z2 | Z3 | Z4 | BC |
| ------ | ----------------- | ---------- | --------- | -- | -- | -- | -- | -- |
| 1.     | Jiří Koštíř*      | Strakonice | ČZ OHC    | 1  |    | 3  | 4  | 16 |
| 2.     | František Bartoš* | Ostrava    | ČZ OHC    | 2  |    |    | 1  | 10 |
| 3.     | Gustav Havel*     | Praha      | Jawa OHC  |    |    | 4  |    | 4  |
|        | Václav Parus      | Praha      | ČZ OHC    | 3  |    | 2  |    |    |
|        | František Novák   | Prostějov  | ČZ Walter | 4  |    |    |    |    |
|        | Karel Mojžíš      | Děčín      | Jawa      | 5  |    |    |    |    |
|        | František Šťastný | Praha      | Jawa OHC  |    | 1  | 1  | 2  |    |
|        | Hynek Svoboda     | Prostějov  | ČZ Walter |    |    |    | 6  |    |
|        | Stanislav Malina  | Strakonice | ČZ OHC    |    |    |    | 3  |    |
|        | Eduard Stránský   | Praha      | Jawa      |    |    |    | 7  |    |
|        | Alois Vejvoda     | Praha      | Jawa      |    |    |    | 5  |    |

### Třída do 350 cm³

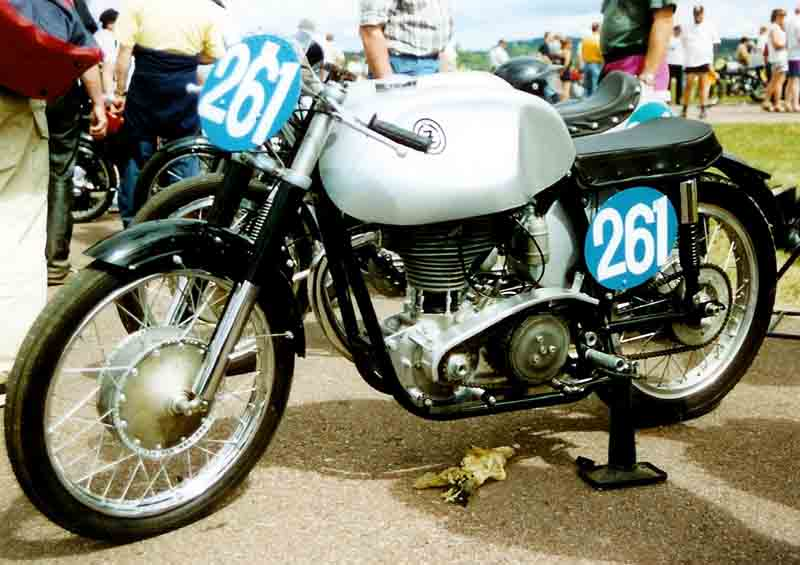
ČZ 350 Walter

| Pořadí | Jméno             | Místo               | Moto      | Z1 | Z2 | Z3 | Z4 | BC |
| ------ | ----------------- | ------------------- | --------- | -- | -- | -- | -- | -- |
| 1.     | Ladislav Štajner* | Praha               | ČZ Walter | 4  | 4  | 2  |    | 14 |
| 2.     | František Bartoš* | Ostrava             | ČZ OHC    |    |    | 1  | 1  | 12 |
| 3.     | Jiří Koštíř*      | Strakonice          | ČZ OHC    | 1  |    |    | 2  | 10 |
|        | Antonín Posekaný  | Strakonice          | ČZ OHC    | 2  |    |    |    |    |
|        | Robert Janka      | Brno                | ČZ Walter | 3  | 3  |    |    |    |
|        | Lubomír Verner    | Benátky nad Jizerou | ČZ Walter | 5  |    |    |    |    |
|        | Juraj Ejem        | Bratislava          | ČZ Walter |    |    |    | 5  |    |
|        | Miroslav Čada     | Želetice            | Norton    |    |    |    | 3  |    |
|        | Jaromír Makovička | Dubí                | ČZ Walter |    | 1  |    |    |    |
|        | Petr Kopal        | Vlastiboř           | ČZ Walter |    |    |    | 7  |    |
|        | František Šťastný | Praha               | Jawa OHC  |    | 2  |    |    |    |
|        | Ladislav Batovec  | Praha               | ČZ Walter |    |    |    | 4  |    |
|        | Lubomír Pluhař    |                     | Jawa      |    |    |    | 6  |    |

### Třída do 500 cm³
| Pořadí | Jméno             | Místo        | Moto     | Z1 | Z2 | Z3 | Z4 | BC |
| ------ | ----------------- | ------------ | -------- | -- | -- | -- | -- | -- |
| 1.     | Gustav Havel*     | Praha        | Jawa OHC | 4  |    | 1  | 1  | 18 |
| 2.     | Ladislav Štajner* | Praha        | Jawa OHC | 6  | 2  |    |    | 14 |
|        | František Šťastný | Praha        | Jawa OHC | 1  |    | 2  | 2  |    |
|        | Oldřich Bartoš    | Ostrava      | Jawa OHC | 2  | 1  |    | 4  |    |
|        | František Helikar | Praha        | Jawa OHC | 3  |    |    | 5  |    |
|        | Jan Bílý          | Prostějov    | Norton   | 5  |    |    | 6  |    |
|        | Bořivoj Sedlák    | Divišov      | ESO      |    |    |    | 3  |    |
|        | Jan Pták          | Tábor        | ESO      |    | 3  |    |    |    |
|        | Rudolf Veber      | Železný Brod | Jawa     |    |    |    | 7  |    |